# Agapetus krawanyi
Agapetus krawanyi là một loài Trichoptera trong họ Glossosomatidae. Chúng phân bố ở miền Cổ bắc.